# フライング・イン・ア・ブルー・ドリーム
『フライング・イン・ア・ブルー・ドリーム』（Flying in a Blue Dream）は、アメリカ合衆国のギタリスト、ジョー・サトリアーニが1989年に発表した3作目のスタジオ・アルバム。

## 背景
サトリアーニの過去の作品は全編インストゥルメンタルだったが、本作では18曲中6曲で、サトリアーニ自身がボーカルも兼任した。本作は約65分に及ぶ大作となり、サトリアーニはそれに関して「もし6曲のボーカル・トラックと4曲のインストゥルメンタル・トラックから成るアルバムだったら、"Strange"のような曲が生かされない」「ボーカル・トラックとインストゥルメンタル・トラックのバランスは、どう弄ってみても、結局は全18曲とも収録するのが一番だった」と語っている。
「アイ・ビリーヴ」は、サトリアーニの父が余命いくばくもなかった頃の辛い心境が反映された曲で、サイモン・フィリップスがドラムスで参加しており、サトリアーニとフィリップスは本作のリリースに先がけて、ミック・ジャガーが1988年に日本とオーストラリアで行ったツアーでも共演している。2部構成のインストゥルメンタル「ザ・フォゴットゥン」は、サトリアーニ曰く「地球の自然界における複雑な生存競争」を音楽として表現した曲で、パート2では自然界と人類の関係性を描写したという。

## 反響
母国アメリカでは1989年12月2日付のBillboard 200で23位に達し、自身2作目の全米トップ40アルバムとなって、1990年1月にはRIAAによりゴールドディスクの認定を受けた。ニュージーランドのアルバム・チャートでは19週トップ50入りして最高7位を記録し、2022年現在、同国における自身唯一のトップ10アルバムとなっている。

## 評価
第33回グラミー賞では、本作が最優秀ロック・インストゥルメンタル・パフォーマンス賞にノミネートされた。
フィル・カーターはオールミュージックにおいて5点満点中4.5点を付け「サトリアーニの歌声は特段優れているわけではないが、アコースティック色が強く高揚感のある"I Believe"を筆頭に、彼の創造する音楽と実に調和している」と評している。また、広瀬和生は『BURRN!』誌1989年12月号のレヴューにおいて100点満点中82点を付け、サトリアーニの演奏に関して「彼のプレイは本当に多彩だし、そのギター・ワークは活き活きとした感情を伝えてくれる」、ボーカル・ナンバーに関して「速弾きがたっぷりと楽しめるスピーディーな3やファンキーな5、ZZ TOP風の8等々、味のあるヴォーカルが聴ける」と評している。

## 収録曲
全曲ともジョー・サトリアーニ作。
1. フライング・イン・ア・ブルー・ドリーム - Flying in a Blue Dream - 5:22
2. ザ・ミスティカル・ポテト・ヘッド・グルーヴ・シング - The Mystical Potato Head Groove Thing - 5:09
3. キャント・スロー・ダウン - Can't Slow Down - 4:49
4. ヘッドレス - Headless - 1:30
5. ストレンジ - Strange - 5:02
6. アイ・ビリーヴ - I Believe - 5:54
7. ワン・ビッグ・ラッシュ - One Big Rush - 3:26
8. ビッグ・バッド・ムーン - Big Bad Moon - 5:15
9. ザ・フィーリング - The Feeling - 0:50
10. ザ・フォン・コール - The Phone Call - 3:01
11. デイ・アット・ザ・ビーチ（ニュー・レイズ・フロム・アン・エインシェント・サン） - Day at the Beach (New Rays from an Ancient Sun) - 2:03
12. バック・トゥ・シャラ-バル - Back to Shalla-Bal - 3:14
13. ライド - Ride - 4:56
14. ザ・フォゴットゥン（パート1） - The Forgotten (Part One) - 1:12
15. ザ・フォゴットゥン（パート2） - The Forgotten (Part Two) - 5:07
16. ザ・ベルズ・オブ・ラル（パート1） - The Bells of Lal (Part One) - 1:19
17. ザ・ベルズ・オブ・ラル（パート2） - The Bells of Lal (Part Two) - 4:07
18. イントゥ・ザ・ライト - Into the Light - 2:30

## 参加ミュージシャン
- ジョー・サトリアーニ - ボーカル(on #3, #5, #6, #8, #10, #13)、ギター、ベース、キーボード、バンジョー、ハーモニカ、パーカッション
- ジョン・クニベルティ - シタール、パーカッション
- ジェフ・キャンピテリ - ドラムス、エレクトロニック・ドラムス、パーカッション
- ボンゴ・ボブ・スミス - エレクトロニック・ドラムス、パーカッション(on #5, #12, #13)
- スチュアート・ハム - ベース(on #5, #17)
- サイモン・フィリップス - ドラムス(on #6)